# London-Marathon 1990
| 10. London-Marathon    | 10. London-Marathon            |
| ---------------------- | ------------------------------ |
| Stadt                  | London, Vereinigtes Königreich |
| Datum                  | 22. April 1990                 |
| Distanz                | 42,195 Kilometer               |
| Sieger                 |                                |
| Männer                 | Allister Hutton (2:10:10 h)    |
| Frauen                 | Wanda Panfil (2:26:31 h)       |
| ← London-Marathon 1989 | London-Marathon 1991 →         |
| Website                | Offizielle Website             |

Der London-Marathon 1990 (offiziell: ADT London-Marathon 1990) war die zehnte Ausgabe der jährlich stattfindenden Laufveranstaltung in London, Vereinigtes Königreich. Der Marathon fand am 22. April 1990 statt.
Bei den Männern gewann Allister Hutton in 2:10:10 h, bei den Frauen Wanda Panfil in 2:26:31 h.

## Ergebnisse

### Männer
| Platz | Athlet                | Land                   | Zeit (h) |
| ----- | --------------------- | ---------------------- | -------- |
| 01    | Allister Hutton       | Vereinigtes Königreich | 2:10:10  |
| 02    | Salvatore Bettiol     | Italien                | 2:10:40  |
| 03    | Juan Francisco Romera | Spanien                | 2:10:48  |
| 04    | Jose Esteban Montiel  | Spanien                | 2:11:04  |
| 05    | Michael O’Reilly      | Vereinigtes Königreich | 2:11:05  |
| 06    | Jakow Tolstikow       | Sowjetunion            | 2:11:07  |
| 07    | Ed Eyestone           | Vereinigte Staaten     | 2:12:00  |
| 08    | Rainer Wachenbrunner  | BR Deutschland         | 2:12:02  |
| 09    | Tomoyuki Taniguchi    | Japan                  | 2:12:22  |
| 10    | Don Janicki           | Vereinigte Staaten     | 2:12:25  |

### Frauen
| Platz | Athletin              | Land                | Zeit (h) |
| ----- | --------------------- | ------------------- | -------- |
| 01    | Wanda Panfil          | Polen               | 2:26:31  |
| 02    | Francie Larrieu       | Vereinigte Staaten  | 2:28:01  |
| 03    | Lisa Rainsberger      | Vereinigte Staaten  | 2:28:15  |
| 04    | Zhao You-feng         | Volksrepublik China | 2:29:35  |
| 05    | Kazjaryna Chramenkawa | Sowjetunion         | 2:29:45  |
| 06    | Xie Li-hua            | Volksrepublik China | 2:30:18  |
| 07    | Dorthe Rasmussen      | Dänemark            | 2:30:34  |
| 08    | Irina Bogatschowa     | Sowjetunion         | 2:30:38  |
| 09    | Françoise Bonnet      | Frankreich          | 2:31:20  |
| 10    | Antonella Bizioli     | Italien             | 2:31:34  |